# По По (Западна Вирџинија)
По По (енгл. Paw Paw) град је у америчкој савезној држави Западна Вирџинија.

## Демографија
По попису из 2010. године број становника је 508, што је 16 (-3,1%) становника мање него 2000. године.
| Група             | 2000.       | 2010.       |
| Белци             | 462 (88,2%) | 468 (92,1%) |
| Афроамериканци    | 40 (7,6%)   | 12 (2,4%)   |
| Азијати           | 0 (0,0%)    | 2 (0,4%)    |
| Хиспаноамериканци | 18 (3,4%)   | 13 (2,6%)   |
| Укупно            | 524         | 508         |